# Avizo (برنامج)
Avizo (تُنطق: أڤيزو – بالإنجليزية: Avizo) هو برنامج تجاري متعدد الأغراض يُستخدم في تصوير البيانات وتحليلها لأغراض علمية وصناعية. يُستخدم البرنامج على نطاق واسع في مجالات مثل الميكانيكا الحيوية، الجيولوجيا، علوم المواد، الهندسة الصناعية، الطب، والفيزياء، ويُعد من الأدوات المتقدمة في تحليل البيانات ثلاثية الأبعاد.

## النشأة والتطوير
تم تطوير Avizo في البداية من قبل مجموعة التصوير وتحليل البيانات التابعة لمعهد علوم الحوسبة بفرنسا، ثم استحوذت عليه لاحقًا شركة Visualization Sciences Group (VSG). وفيما بعد، انتقل تطويره إلى شركة **FEI** التي أصبحت جزءًا من شركة ثيرمو فيشر ساينتيفيك، المالكة الحالية للبرنامج.

## الاستخدامات العلمية
يُستخدم Avizo لتحليل الصور ثلاثية الأبعاد والنمذجة، ويدعم استيراد بيانات من مصادر متنوعة مثل:
- التصوير المقطعي الصناعي (CT)
- الرنين المغناطيسي (MRI)
- مجاهر القوة الذرية والمجاهر الإلكترونية.
- المحاكاة العددية والبيانات الهندسية.

البرنامج يسمح بمعالجة البيانات، تجزئتها، نمذجتها، وتحليلها، مما يجعله أداة قوية في البحث العلمي والتطوير الصناعي.

## الأنظمة والمنصات
يتوفر Avizo لأنظمة التشغيل ويندوز ولينكس، ويتميز بواجهة رسومية مرئية تعتمد على السحب والإفلات لتسهيل إعداد عمليات التحليل والعرض.

## المجالات التطبيقية
من أبرز المجالات التي يُستخدم فيها البرنامج:
- علوم المواد: تحليل البنية المجهرية للمواد
- الطب: إعادة بناء الأعضاء والأنسجة بدقة عالية
- الجيولوجيا: تحليل العينات الصخرية والنوى الجوفية
- الميكانيكا: تحليل التآكل والتشوه في الأجسام الصناعية